# Anisorrhina laevicauda
Anisorrhina laevicauda är en skalbaggsart som beskrevs av Bates 1881. Anisorrhina laevicauda ingår i släktet Anisorrhina och familjen Cetoniidae. Inga underarter finns listade i Catalogue of Life.